# Maria Antonelli
Maria Elisa Mendes Ticon Antonelli (25 de febrer de 1984, Resende, Brasil) és una jugadora de vòlei platja femení de Brasil.